# Zazilkała
Zazilkała (ros. Зазилькала) – wieś w Rosji, w Dagestanie, w rejonie gunibskim. W 2010 liczyła 37 mieszkańców, głównie Awarów.